# ローバー・V8エンジン

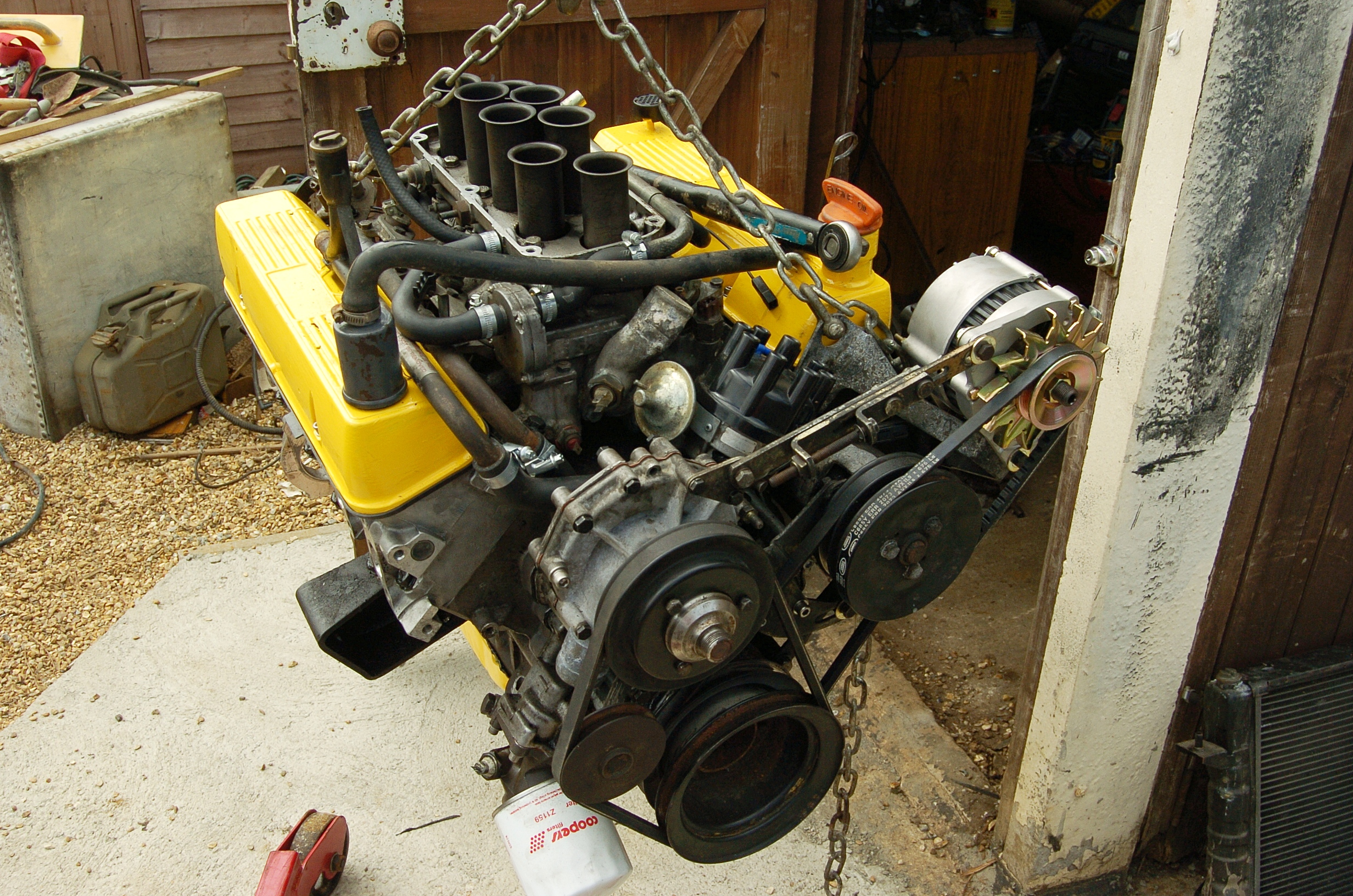
3.5 L ローバー・V8エンジン(1986)

ローバー・V8エンジン（Rover V8 engine）は、V型8気筒のガソリンエンジンである。アルミニウム製のシリンダーヘッドとシリンダーブロックを持つ。ゼネラルモーターズによりオリジナルが設計され、後にイギリスのローバーにより再設計された。数十年にわたりローバーおよび他のメーカの幅広い自動車に搭載された。
エンジンマネジメントシステムは主にルーカス・14CUXおよび後にOBD2に準拠したGEMSが組み合わされた。

## 歴史
ローバー・V8エンジンは1961年にビュイック・215エンジンとして誕生した。コンパクトなアルミニウムエンジンは114kg（318lb）と軽量かつ高出力であり、ビュイックの最もパワフルなバージョンで149kW（200ps）、オールズモビルのターボバージョンで160kW（215ps）に達した（双方ともグロス表示）。発表された販売台数からすると、このエンジンは成功であったといえる。ビュイックはこのエンジンを搭載した車をわずか3年で376,799台販売した。オールズモビル・215エンジンも匹敵する数が生産された。さらに、いくつかのポンティアックモデルにもビュイック・215エンジンは搭載され、BOP・215エンジン（Buick/Oldsmobile/Pontiac）と呼ばれた。しかしアルミニウムエンジンは相対的に高価であり、オイルやクーラントのシールの問題や、不凍液とアルミニウムの相性によるラジエターの目詰まりの問題も発生した。結果、ゼネラルモーターズは1963年以降のすべてのアルミエンジンの生産を中止したが、ビュイックは同様の鉄製バージョンのエンジンを1980年まで生産し、そこから派生したV型6気筒エンジンは2008年まで生産され、非常に長く成功したエンジンだといえる。
1964年1月、ローバーはアメリカの責任者であるJ・ブルース・マクウィリアムズにローバー車のためのアメリカのV8エンジンの購入の可能性を調査する許可を与えた。この話は一般には、マクウィリアムズがマーキュリー・マリーンにローバーのガスタービンエンジンとディーゼルエンジンの販売の営業をしていた時にビュイック・V8エンジンを最初に見たといわれている。（実際マーキュリー・マリーンはランドローバーのディーゼルエンジンを使っていた）。しかしマクウィリアムズがそれ以前にビュイックエンジンを知らなかったとは考えにくい。いずれにしても、マクウィリアムズは軽量なビュイックV8エンジンが英国車に理想的なエンジンであると気がついた。（多くの直列4気筒エンジンより軽量であり、実際にそれらをリプレースした）。マクウィリアムズとウィリアム・マーティン・ホーストはゼネラルモーターズに対し、エンジンを売るよう積極的な営業を開始し、最終的に1965年1月に合意に達した。退職したビュイックのエンジニアである ジョー・ターリーがイギリスにコンサルタントとして移籍した。
ローバー車だけでなく、このエンジンはローバーから小さなカービルダーに提供され、幅広い車に搭載された。ローバーV8エンジンはモーガン、TVR、トライアンフ、ランドローバー、MG、その他多くのモデルに搭載された。イギリス車で最初にこのエンジンが搭載されたのはワーウィックであり、ビュイックから直接購入されワーウィック・305GTに搭載された。軽量かつ高出力のため軽飛行機にも搭載された。
ローバーV8エンジンはアメリカに置けるシボレー・スモールブロックV8エンジンと同様、イギリスでは長い間ホットロッド向けのエンジンとして標準的なエンジンである。アメリカにおいてもMG・MGBやシボレー・ベガのような小型スポーツカーのためにビュイックもしくはローバー・V8エンジンを採用するビルダーもいる。（1964年に登場したビュイックの4,900cc（300cid）鉄ブロックエンジンに搭載されていたアルミニウム製のシリンダーヘッドとロングストローク用のクランクシャフトは、小さな変更によりビュイック・215エンジンやローバー・V8エンジンのシリンダーブロックに搭載でき、高出力かつとても軽いV8エンジンになる）。（300用のクランクシャフトを215のブロックに搭載すると4,300cc（260cid）となる）。
2005年のMGローバーの倒産により、40年にわたるローバー・V8エンジンという名前の終焉となった。最後の本物のローバー・V8エンジンはローバー・SD1に搭載され、それは後にホンダV6エンジンを搭載したローバー・827に置き換えられた。BMWによりフォードに売却されるまでローバー・V8エンジンはランドローバーの元に残った。ランドローバーはエンジンの生産を継続望み、製造会社であるMCTのもとウェストンスーパーメアで生産が再開された。ランドローバーはジャガー・AJ-V8エンジンに切り替えているが、MCTはアフターマーケット及び交換使用のためにエンジンを供給し続けている。
ビュイックの設計に基づいたローバー・V8エンジンはローバーにとって最初のV8エンジンではないこともまた興味深い。当時のローバーはガスタービンエンジンの開発との技術的違いを抱えており、ウィルクスはロールス・ロイスと技術交換の契約を結んだ。ガスタービンエンジンのプロジェクトはロールス・ロイスの物となり、ローバーはセンチュリオン戦車に搭載されたV型12気筒のミーティアエンジンの生産を引き継いだ。このエンジンのバリエーションとして18.02 L（1,100cu in）の総排気量のローバー・ミーティアライトエンジン（ロール・スロイス ミーティアライトエンジンとも呼ばれる）が開発された。V12のミーティアエンジンの三分の二の構成であり、ミーティアエンジンと同様の60度のバンク角を持つ。ミーティアライトエンジンは車両用、船舶用および発電用として使われた。

## レース
アルミニウムブロックが採用されたこのエンジンは最も軽量なV8エンジンの1つであり、レースで使われるのは当然であった。ミッキー・トンプソンは1962年のインディー500でこのエンジンが搭載された車に乗った。1946年から1962年の間はインディー500には単一銘柄のエンジンは導入されていなかった。1962年当時、ビュイック・215エンジンは33台のなかで唯一オッフェンハウザー（ハリー・ミラー原設計のDOHCエンジンで、1920年代から40年もの長期、インディーを席巻した）製ではないエンジンだった。ルーキードライバーであるダン・ガーニーは予選を8位で通過し、トランスミッションの問題でリタイアするまで92ラップを走った。
オーストラリアのレプコがこのエンジンをF1用に改造した。総排気量を3,000cc（～183cu i）にするためにストロークを61mm（2.4in）に短縮し、OHVからSOHCに変更した。コンロッドはダイムラーの2548cc V8エンジンの物を流用した。レプコを搭載したブラバムは1966年と1967年の2回のF1チャンピオンシップを獲得した。1968年のシーズンでは、レプコエンジンは新しい4バルブDOHCを搭載した。これによりフォード・コスワース・DFVエンジンと同等のパワーを得たが、それはシリンダーブロックにとって限界を超えており、多くの場面で故障した。レプコはまたローバー・V8エンジンを4.2L（～256 cu i）にする実験を行い、大きな振動の問題があったにもかかわらずそれは成功している。
このエンジンのローバーバージョンはラリーレース用に広範囲に開発・使用され、特にトライアンフ・TR8にも採用された。

## 3.5L
最初のローバーバージョンは3,528cc（215.3cu in）の総排気量だった。ボアは88.9mm（3.50 in）、ストロークは71.0mm（2.80 in）。鉄製シリンダーライナーが圧入された砂型鋳造ブロック、2つのSUキャブレターが搭載された新しいインテークマニフォールドが採用された。ローバーのエンジンは約170kg（375lb）の乾燥重量で、ビュイックの
エンジンより重かったが、より耐久性があった。1965年にローバー・P5Bに搭載され、118kW（160ps）/5200rpmの最高出力と280N・m（210lb・ft）/2600rpmの最大トルクを10.5の圧縮比から達成した。
搭載車種:
- 1967–1973 ローバー・P5
- 1968–1976 ローバー・P6
- 1968–2003 モーガン・プラス8
- 1970–1989 ランドローバー・レンジローバー
- 1973–1976 MG・MGB GT V8
- 1972–1978 Land Rover 101 Forward Control military vehicle
- 1979–1981/2 トライアンフ・TR8
- 1978–1985 Land Rover Series III "Stage One"
- 1976–1987 ローバー・SD1
- 1976–1990 アーガイル・ターボGT (英語版、スペイン語版)
- 1980–1990 TVR・350i
- 1989–2004 ランドローバー・ディスカバリー
- 1983–1994 ランドローバー・90/110/Defender
- 1986–1991 Sisu NA-140 BT all-terrain transport vehicle

### アイスバーグプロジェクト
1970年代後半、ブリティッシュ・レイランドは第二次オイルショックの結果として、イギリス、ヨーロッパ、（特に）北米市場において、ディーゼルエンジン搭載車の重要性が増すという認識となった。パワフルで洗練され十分に経済的な新型のディーゼルエンジンが必要であると決定された。しかしタイトな開発資金のため、既存のガソリンエンジンをベースとして使用する必要があった。アイスバーグと呼ばれるディーゼルバージョンの3.5L V8エンジンの開発プロジェクトも含まれている。BLはエンジンを開発するためピーターバラのパーキンス・エンジンズと提携した。自然吸気バージョンとターボチャージドバージョンの両方が生産され、両方ともスタナダインの機械式燃料噴射装置が使用された。自然吸気バージョンで約100馬力、ターボチャージドバージョンで約150馬力の最高出力を得られた。アイスバーグエンジンはレンジローバー、ローバー・SD1、ジャガー・XJへの搭載が予定されていたが、プロジェクトは合金製のシリンダーヘッドと内部冷却の問題に遭遇した。彼らはガソリンエンジンと同じ基本鋳造ブロックを使う必要があり、コスト削減のためアイスバーグエンジンを同じ生産ラインを使って生産する必要があった。これらの問題が克服される可能性がなくなり、プロジェクトはBLの再編、特にランドローバーとローバーの分割に伴う財政的・物流的問題に遭遇した。1982年、ランドーローバーはV型8気筒エンジンの生産を引き継ぎ、Acock's GreenにあるBLの主力エンジン工場から、ソリハルの他のランドローバーエンジンの生産ラインの隣に建てられたはるかに低容量の生産ラインに移動した。これはディーゼルバージョンのエンジンを生産する余力がないことを意味する。それに加え、北米の大型ディーゼルエンジン搭載車のマーケットが期待通りに成長していない事も明らかになった。1983年、BLは最終的にプロジェクトから撤退した。パーキンスは当初単独でプロジェクトを推進する事を決め、産業用電源エンジンとしての宣伝用パンフレットも制作したが、1983年後半にはBLは全ての技術的サポートを撤回し、アイスバーグプロジェクトは終焉した。BLのパーキンスとの他の提携（Oシリーズエンジンのディーゼルバージョンの開発）はPrimaユニットとして非常に成功した。BL（およびローバー・グループの後継者）はSD1およびレンジローバーに搭載するため、VM Motoriから2.5L 4気筒ターボディーゼルエンジンを購入した。

## 3.9/4.0

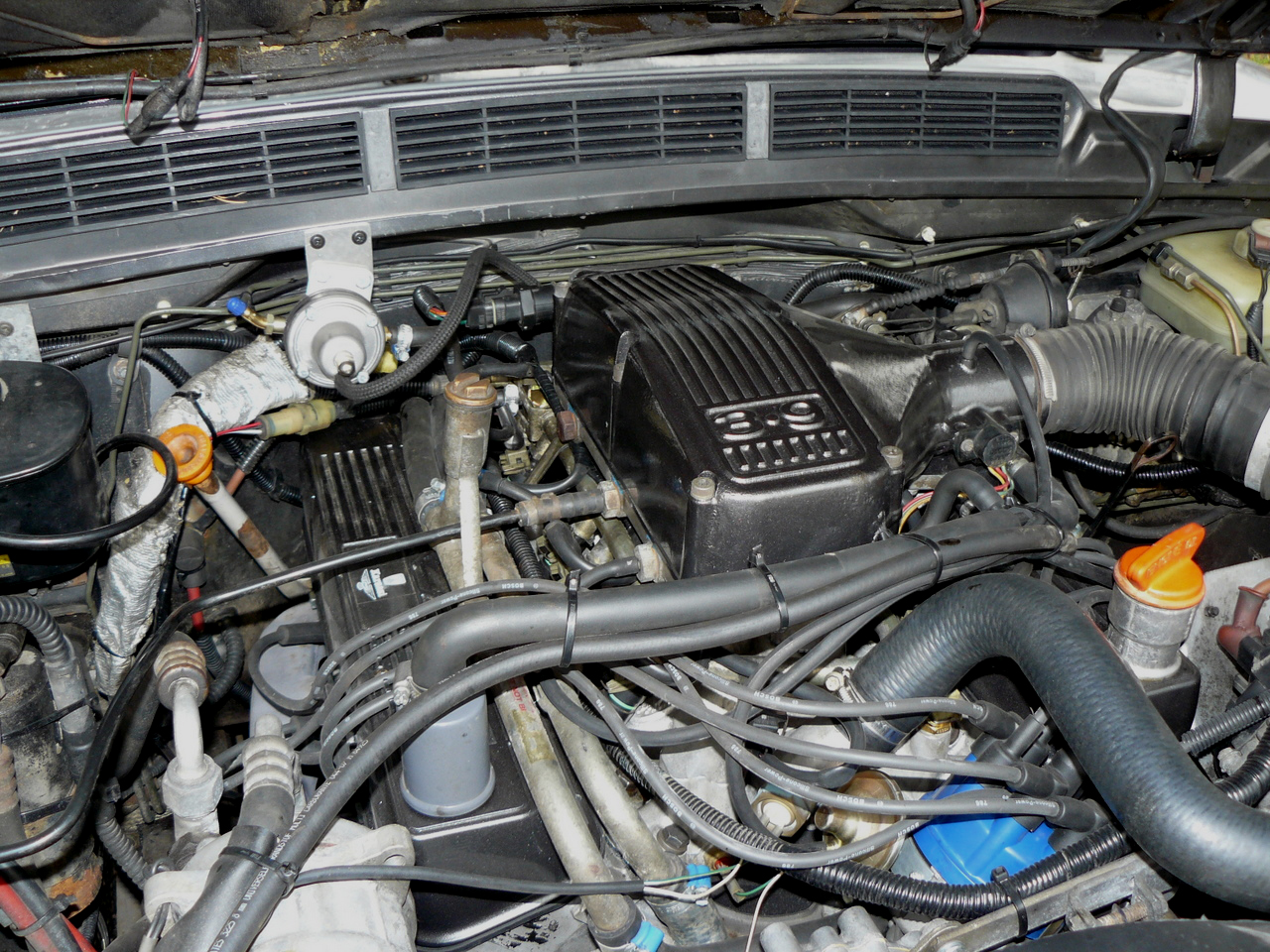
3.9 L ローバー・V8エンジン

ランドローバーは1990年代を通じてローバー・V8エンジンの3,946ccバージョンを使用した。ボアは94.0mm（3.70in）、ストロークは71.0mm（2.80in）であった。最高出力は170ps / 4,550rpmとなり最大トルクは29.8kgm / 3,250rpmとなった。日本市場でのエンジン型式は38D型と呼ばれる。
クラシックレンジローバーの1993年モデルに搭載されたバージョンは180ps / 4,750rpmの最高出力と31.8kgm / 3,100rpmの最大トルクを達成した。日本市場でのエンジン型式は36D型と呼ばれる。
1995年、新しい吸排気システム、ブロックリブの増大、ピストンの改良、大きなクロスボルトのメインベアリング等の改良が加えられた。（排気量は3,960ccと同一であるが、以前のバージョンと区別するため4.0と呼ばれる）。1995年バージョンは190ps / 4,750rpmの最高出力と32.6kgm / 3,000rpmの最大トルクを達成した。日本市場でのエンジン型式は42D型と呼ばれる。
2001年、4.0の生産が終了した。ランドローバー・ディスカバリーで使用された最終バージョンでは185ps / 4,750rpmの最高出力と34.7kgm / 2,600rpmの最大トルクを達成した。日本市場でのエンジン型式は58D型と呼ばれる。
搭載車種:
- 1992–1996 MG・RV8
- 1986–1993 TVR・Sシリーズ
- 1989–1995 ランドローバー・レンジローバー（3.9として知られている）
- 1992–2001 TVR・キミーラ
- 1992–2000 TVR・グリフィス
- 1995–2002 ランドローバー・レンジローバー SE
- 1994–1998 ランドローバー・ディフェンダー（アメリカおよび日本市場のみ）
- 1986–1991 Sisu NA-140 BT all-terrain transport vehicle
- 1991–2009 Westfield SEight

1980年代初頭、TVRは350iの後継のエンジンのためAndy Rouseにアプローチした。彼は3.9L V8エンジンをレース用に開発し、それをローバー・SD1に搭載し成功を収めていた。様々な理由により（主にコスト）Rouseのバージョンは採用されなかったが、コンセプトは別のエンジニアリング会社に渡され、3.9の特別なバージョンが開発された。このユニットは93.5mmのボア（何年か後にローバー本体に94mmのものが導入された）を採用した結果、排気量は3,905ccに増加した。先端がフラットなピストンとリフト量の多いカムシャフトにより10.5の圧縮比となった。TVRは275hpであると主張したが、一般的には無視されており、240hpを超える出力を達成した。エンジン生産の大部分はNorth Coventry Kawasaki（NCK）によっておこなわれた。NCKは後にTVRにより買収され、TVR Powerとして知られるTVRの1部門となった。およそ100台の車が3,905ccエンジンを使用して生産され、当時のレンジローバーの3,948ccエンジンのベースとして提供された。
搭載車種:
- 1986–1989 TVR・390SE

## 4.2
ランドローバーはクラシックレンジローバーのLSE仕様（日本市場ではバンデンプラと呼ばれる）として、3,946ccエンジンを拡張した。4.2Lエンジンは4,275ccの排気量を持ち、失敗したアイスバーグディーゼルエンジンのプロジェクトから鋳造クランクシャフトが採用された。ボアは94.0mmと同一だが、ストロークは77.0mmに増加した。最高出力は200ps / 4,850rpmとなり最大トルクは34.6kgm / 3,250rpmとなった。日本市場でのエンジン型式は40D型と呼ばれる。
搭載車種
- 1992–1995 ランドローバー・レンジローバー

## 4.3
TVRの子会社であるTVR Powerはグリフィスとキミーラのためにローバー・V8エンジンの派生型を開発した。ランドローバーの4.2Lのエンジンと同様のmmのストロークと94mmに増加したボアにより、4,280ccの排気量となった。4.0Lバージョンも用意されていたが、グリフィスのいわゆるpre-catバージョンは主にこのエンジンが使用された。キミーラは4.0Lのエンジンと4.3Lのエンジンが選択出来た。少量のビッグバルブバージョンがあり、シリンダーヘッドがスポーツ仕様に変更され、43mmの吸気バルブと37mmの排気バルブがより過激なカムシャフトプロフィールが採用された。
1993年頃、Westfield SEightのいくつかのモデルがJohn Ealesの4.3Lエンジンを搭載した。
搭載車種:
- 1992–1993 TVR・グリフィス
- 1993–1994 TVR・キミーラ
- 1993–2009 Westfield SEight

## 4.4
1973年、レイランド・オーストラリアは国内専用車のレイランド・P76のために4,416ccのアルミニウムV8エンジンを生産した。ボア88.9mmストローク88.9mmのスクエアエンジンであった。ブロックのデッキ高は延長され、158.75mmの長いコンロッドが取り付けられた。この珍しいエンジンは149kW（200hp）および380N・m（280ft・lbf）を達成し、（イギリス向けの）輸出が計画されたが、1975年、ブリティッシュ・レイランドのオーストラリア事業が閉鎖され、このエンジンの広範囲な採用はされなかった。
搭載車種:
- 1973–1975 レイランド・P76
- Leyland Terrier truck

## 4.5
後の4.6Lエンジンと混同しないよう、TVR・キマイラに搭載されたエンジンは4.5と呼ばれる。ボア94mmストローク80mmの4,444ccエンジンで、少量生産されたTVR・450SEACに搭載され、レースバージョンはTVR・タスカン Challenge racersに搭載された。ごく少量のグリフィスおよびキミーラにはこのバージョンエンジンが搭載され、 450 BV（ビッグバルブ）と呼ばれた。

## 4.6
1996年、ランドローバーはローバー・V8エンジンを4,552ccに拡大した。ボアは従来の4.0Lエンジンと同様の94.0mmだが、ストロークは10.9mm延長され82mmとなった。最高出力は225ps / 4,750rpmとなり最大トルクは38.7kgm / 3,000rpmとなった。日本市場でのエンジン型式は46D型と呼ばれる。
2002年、イギリスのソリハルでの生産は終わった。レンジローバーに搭載された最終バージョンは218ps / 4,750rpmの最高出力と40.8kgm / 2,600rpmの最大トルクを達成した。日本市場でのエンジン型式は60D型と呼ばれる。
ローバー・V8のマスプロダクトでの最後の採用はランドローバー・ディスカバリーであり、2005年まで使用された。いくつかの独立系メーカーによるハンドメイドのスポーツカーでは未だに使われている。
搭載車種:
- 1995–2002 ランドローバー・レンジローバー HSE
- 2003–2004 ランドローバー・ディスカバリー
- 1996–2002 TVR・キミーラ

## 5.0
5L、4,977cc  バージョンのローバー・V8エンジンはTVRの2つのモデルに搭載された。ボアは94.0mmでストロークは90.0mmである。グリフィスとキミーラのトップエンド仕様にこのエンジンが搭載された。254kW（340hp）の最高出力と475N・m（350lb・ft）の最大トルクまで増大されている。
搭載車種:
- 1992–2001 TVR・キミーラ
- 1992–2000 TVR・グリフィス
- 2002–2006 Bowler Wildcat（ランドローバーのシリンダーヘッドとTVRのブロック・ピストンが組み合わされたハイブリッド5.0L V8）

また、1980年代半ば、ホットロッドはビュイック・300エンジンのクランクシャフトと新しいシリンダースリーブ、ビュイック以外のパーツを組み合わせる事により、215エンジンを5Lまで拡大出来る事を発見した。また、モーガン・プラス8から高圧縮シリンダーヘッドを搭載する事も出来た。理論上は5Lのローバーブロックとクランクシャフトを利用することにより、5,208ccまで拡大出来た。